# Ravignani

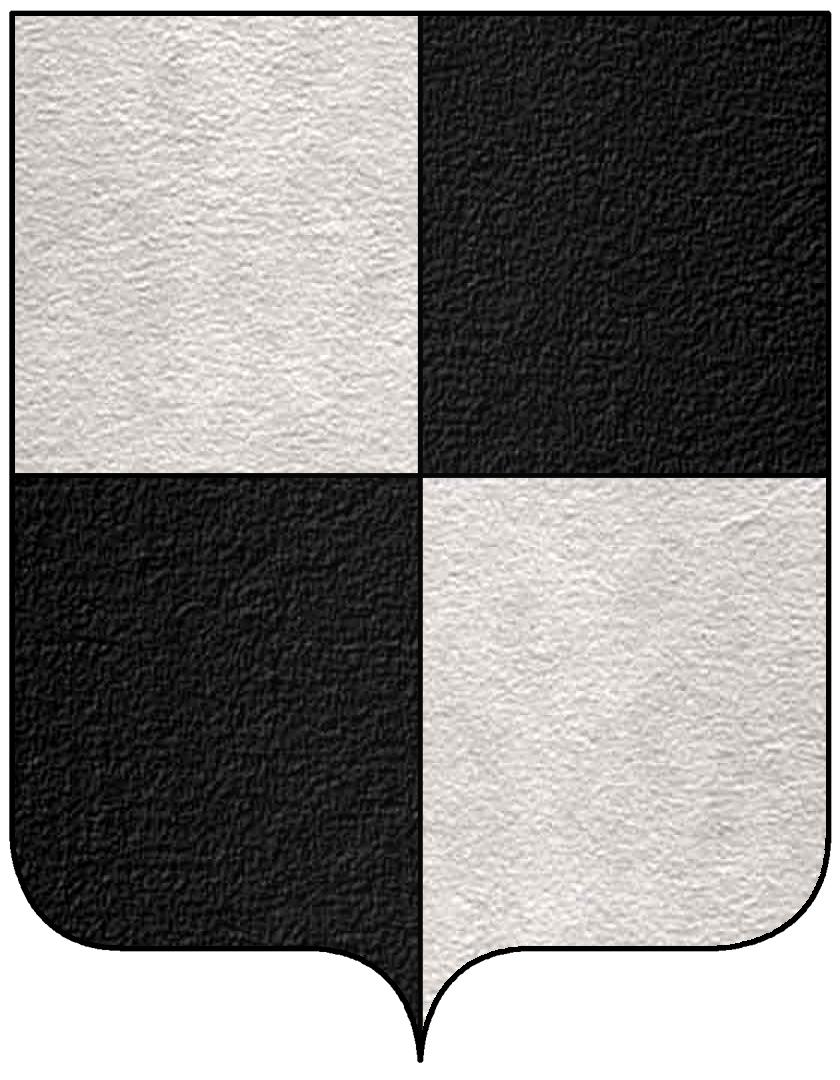
Stemma dei Ravignani

I Ravignani erano una delle più stimate case nobili fiorentine del XII secolo, che si insediò presso la Porta di San Piero.

## Storia
Gli storiografi medievali ne parlano come una schiatta di antichissima origine, giunta a Firenze quando ancora era chiamata Cesarea (perché fondata da Cesare) con Bilione, gentile barone di Roma, uno dei sei compagni di Uberto Cesare, figlio di Catilina, uomo probo e valoroso, a cui fu ordinato di insediarsi nella neonata città dallo stesso Giulio Cesare. Quando poi la città viene distrutta da Totila (o Attila, le fonti sono discordi su questo) e ricostruita da Carlo Magno prima che lui riparta dalla città nomina molti cavalieri tra cui un Arpadino de' Ravignani.
Il membro più famoso di questa casato è però Bellincione Berti de' Ravignani, ricordato da Dante come simbolo della sobrietà e semplicità della Firenze antica. Dante prende poi, sempre nella Divina Commedia, come modello della pudicizia femminile che c'era un tempo nella Firenze del primo cerchio di mura una figlia di Bellincione, Gualdrada, che rifiutò di baciare l'imperatore Ottone IV quando questi scese in Italia, perché non era suo marito e né suo promesso. L'imperatore stupito da tanta virtù decise di darle un conte Guido Guerra III dei Conti Guidi, che fu nonno di Guido Guerra, altro personaggio dantesco. 
Da un'altra figlia di Bellincione discende inoltre anche lo stesso Dante.